# (19916) Donbass
(19916) Donbass ist ein Asteroid des inneren Hauptgürtels. Er wurde vom sowjetisch-russischen Astronomen Nikolai Stepanowitsch Tschernych am 26. August 1976 an der Zweigstelle des Krim-Observatoriums (IAU-Code 095) in Nautschnyj entdeckt.
Der Himmelskörper wurde am 7. Januar 2004 nach dem Donezbecken benannt, einem beiderseits der russisch-ukrainischen Grenze gelegenen großen Steinkohle- und Industriegebiet, das auch als Donbass bekannt ist.